# Britt Janyk
Britt Janyk (Vancouver, 21 maggio 1980) è un'ex sciatrice alpina canadese, vincitrice della Nor-Am Cup nel 2000.
Sciatrice polivalente, partecipò a gare di discesa libera, supergigante, slalom gigante, slalom speciale e supercombinata; è sorella di Michael, a sua volta sciatore alpino di alto livello.

## Biografia

### Stagioni 1996-2007
Originaria di Whistler e attiva in gare FIS dal novembre del 1995, in Nor-Am Cup la Janyk esordì il 6 dicembre 1995 a Panorama in discesa libera (18ª) e ottenne la prima vittoria, nonché primo podio, l'8 dicembre 1996 a Lake Louise in supergigante. Debuttò ai Campionati mondiali a Vail/Beaver Creek 1999, dove si classificò 31ª nello slalom gigante e non completò lo slalom speciale, e in Coppa del Mondo il 31 ottobre 1999 nello slalom gigante di Tignes, senza qualificarsi per la seconda manche; in quella stagione 1999-2000 vinse la Nor-Am Cup generale.
Ai Mondiali di Sankt Anton am Arlberg 2001 si piazzò 23ª nello slalom gigante, mentre nella successiva rassegna iridata di Sankt Moritz 2003 fu 26ª nello slalom speciale e non completò lo slalom gigante. L'8 dicembre 2006 ottenne a Lake Louise in discesa libera la sua ultima vittoria, nonché ultimo podio, in Nor-Am Cup e ai successivi Mondiali di Åre 2007 fu 12ª nella discesa libera, 4ª nel supergigante, 32ª nello slalom gigante e 18ª nella supercombinata.

### Stagioni 2008-2011
In Coppa del Mondo conquistò il primo podio il 1º dicembre 2007 a Lake Louise in discesa libera (3ª); una settimana dopo, l'8 dicembre, ottenne la sua unica vittoria, nonché ultimo podio, ad Aspen nella medesima specialità. Ai Mondiali di Val-d'Isère 2009 si classificò 17ª nel supergigante, 26ª nello slalom gigante e non completò la discesa libera e ai XXI Giochi olimpici invernali di Vancouver 2010, sua unica presenza olimpica, si piazzò 6ª nella discesa libera, 17ª nel supergigante e 25ª nello slalom gigante.
Ai Mondiali di Garmisch-Partenkirchen 2011, suo congedo iridato, fu 15ª nella discesa libera, 15ª nel supergigante, 28ª nello slalom gigante e non completò la supercombinata. Si ritirò al termine di quella stessa stagione 2010-2011; fu per l'ultima volta al via in Coppa del Mondo in occasione della discesa libera di Lenzerheide del 16 marzo (15ª) e la sua ultima gara fu lo slalom gigante dei Campionati canadesi 2011, il 30 marzo a Nakiska, nel quale la Janyk vinse la medaglia d'argento.

## Palmarès

### Coppa del Mondo
- Miglior piazzamento in classifica generale: 12ª nel 2008
- 2 podi:
  - 1 vittoria
  - 1 terzo posto

#### Coppa del Mondo - vittorie
| Data            | Località | Paese       | Specialità |
| --------------- | -------- | ----------- | ---------- |
| 8 dicembre 2007 | Aspen    | Stati Uniti | DH         |

Legenda:

DH = discesa libera

### Coppa Europa
- Miglior piazzamento in classifica generale: 13ª nel 2002
- Vincitrice della classifica di slalom gigante nel 2002
- 7 podi
  - 3 vittorie
  - 2 secondi posti
  - 2 terzi posti

#### Coppa Europa - vittorie
| Data             | Località        | Paese   | Specialità |
| ---------------- | --------------- | ------- | ---------- |
| 13 dicembre 2000 | Chamonix        | Francia | GS         |
| 18 gennaio 2002  | Sankt Sebastian | Austria | GS         |
| 15 febbraio 2002 | Abetone         | Italia  | GS         |

Legenda:

GS = slalom gigante

### Nor-Am Cup
- Vincitrice della Nor-Am Cup nel 2000
- 31 podi:
  - 12 vittorie
  - 12 secondi posti
  - 7 terzi posti

#### Nor-Am Cup - vittorie
| Data             | Località       | Paese       | Specialità |
| ---------------- | -------------- | ----------- | ---------- |
| 8 dicembre 1996  | Lake Louise    | Canada      | SG         |
| 3 gennaio 1997   | Mount Orford   | Canada      | GS         |
| 9 febbraio 2000  | Park City      | Stati Uniti | GS         |
| 18 marzo 2000    | Rossland       | Canada      | GS         |
| 8 marzo 2001     | Snowbird       | Stati Uniti | GS         |
| 9 marzo 2001     | Snowbird       | Stati Uniti | GS         |
| 22 marzo 2002    | Nakiska        | Canada      | GS         |
| 9 marzo 2004     | Georgian Peaks | Canada      | GS         |
| 10 marzo 2004    | Georgian Peaks | Canada      | GS         |
| 11 marzo 2004    | Georgian Peaks | Canada      | SL         |
| 30 novembre 2004 | Winter Park    | Stati Uniti | SL         |
| 8 dicembre 2006  | Lake Louise    | Canada      | DH         |

Legenda:

DH = discesa libera

SG = supergigante

GS = slalom gigante

SL = slalom speciale

### South American Cup
- Miglior piazzamento in classifica generale: 6ª nel 2000
- 5 podi:
  - 2 vittorie
  - 1 secondo posto
  - 2 terzi posti

#### South American Cup - vittorie
| Data           | Località | Paese | Specialità |
| -------------- | -------- | ----- | ---------- |
| 30 agosto 2007 | La Parva | Cile  | DH         |
| 31 agosto 2007 | La Parva | Cile  | SG         |

Legenda:

DH = discesa libera

SG = supergigante

### Australia New Zealand Cup
- Miglior piazzamento in classifica generale: 11ª nel 2010
- Vincitrice della classifica di supergigante nel 2010
- 2 podi:
  - 2 vittorie

#### Australia New Zealand Cup - vittorie
| Data             | Località     | Paese         | Specialità |
| ---------------- | ------------ | ------------- | ---------- |
| 26 agosto 2009   | Coronet Peak | Nuova Zelanda | SG         |
| 8 settembre 2009 | Mount Hutt   | Nuova Zelanda | SG         |

Legenda:

SG = supergigante

### Campionati canadesi
- 26 medaglie[2]:
  - 15 ori (supergigante nel 2001; supergigante, slalom gigante nel 2002; slalom gigante, slalom speciale nel 2003; slalom gigante, slalom speciale nel 2004; discesa libera, supergigante nel 2006; slalom gigante nel 2007; supergigante nel 2009; discesa libera, slalom gigante nel 2010; discesa libera, supergigante nel 2011)
  - 6 argenti (supergigante nel 1998; slalom speciale nel 2002; slalom speciale nel 2005; discesa libera nel 2007; slalom gigante nel 2008; slalom gigante nel 2011)
  - 5 bronzi (discesa libera nel 1998; discesa libera, supergigante nel 1999; slalom gigante nel 2000; supergigante nel 2010)